# Энергия волн океана

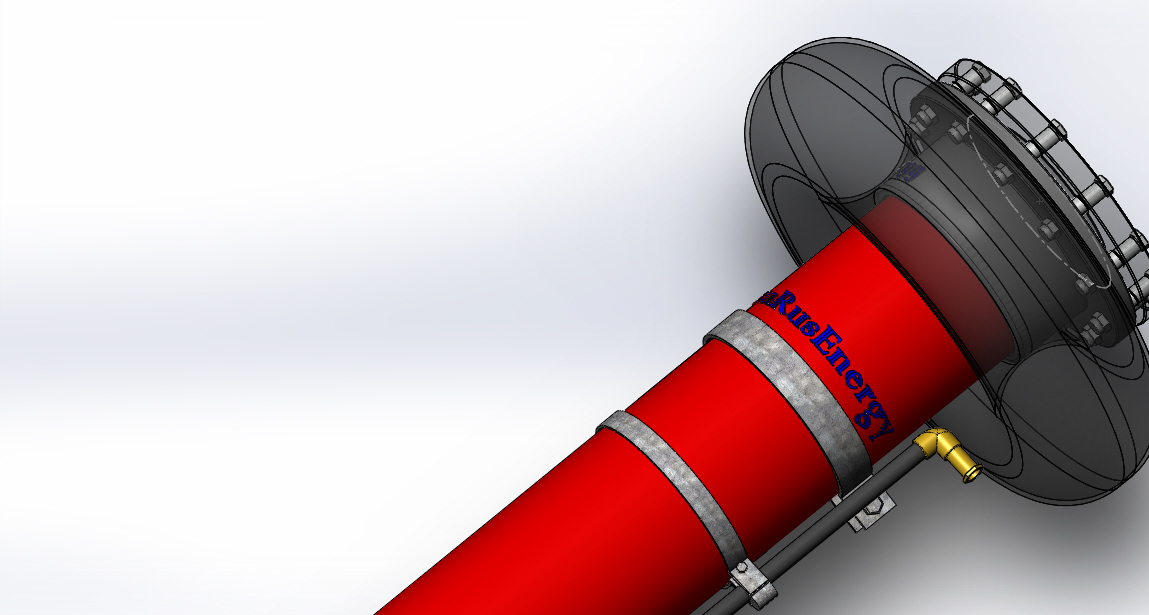
Russian wave generator Ocean 640

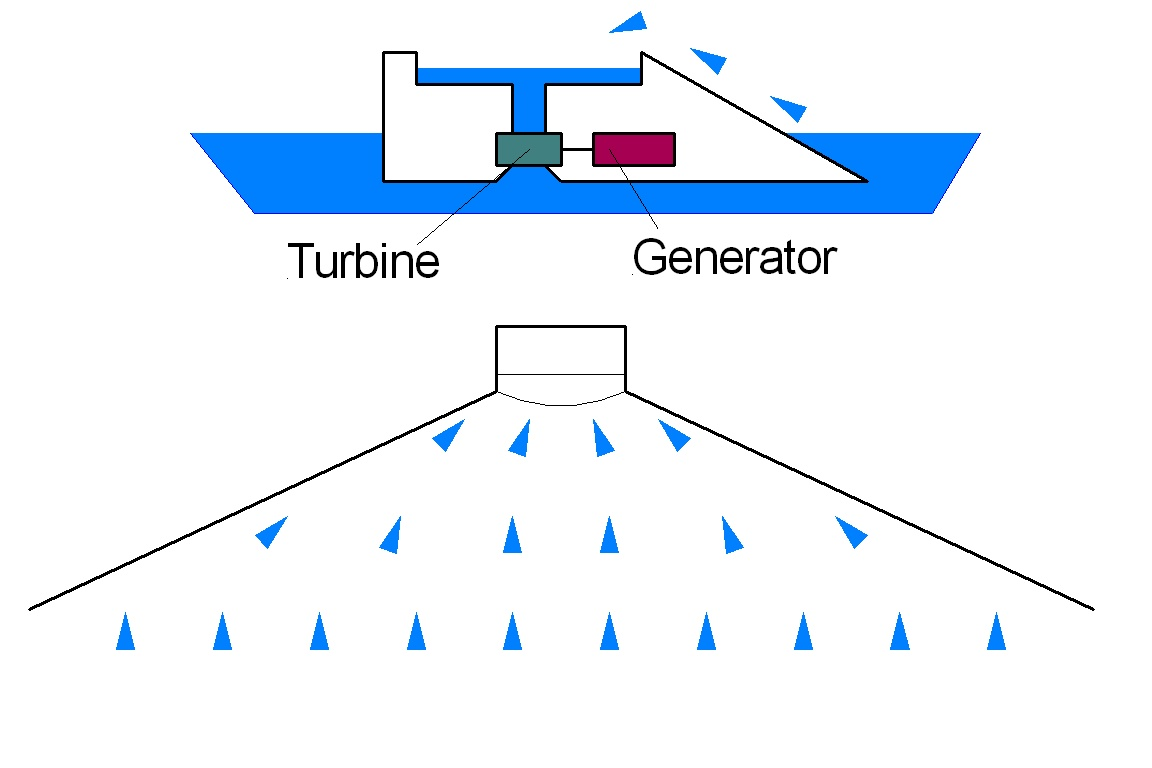
Генератор на энергии волн Skizze

Эне́ргия волн океана — энергия, переносимая волнами на поверхности океана. Может использоваться для совершения полезной работы — генерации электроэнергии, опреснения воды и перекачки воды в резервуары. Энергия волн — неисчерпаемый источник энергии.
Мощность волнения оценивают в кВт на погонный метр, то есть в кВт/м.
По сравнению с ветровой и солнечной энергией энергия волн обладает гораздо большей удельной мощностью. Так, средняя мощность волнения морей и океанов, как правило, превышает 15 кВт/м, при высоте волн в 2 м мощность достигает 80 кВт/м. То есть, при освоении поверхности океанов не может быть нехватки энергии. Конечно, в механическую и электрическую энергию можно использовать только часть мощности волнения, но для воды коэффициент преобразования выше, чем для воздуха — до 85 %.
Волновая энергия представляет собой сконцентрированную энергию ветра и, в конечном итоге, солнечной энергии. Мощность, полученная от волнения всех океанов планеты, не может быть больше мощности, получаемой от Солнца. Но удельная мощность электрогенераторов, работающих от волн, может быть гораздо большей, чем для других альтернативных источников энергии.
Несмотря на схожую природу, энергию волн принято отличать от энергии приливов и океанских течений. Выработка электроэнергии с использованием энергии волн не является распространённой практикой, в настоящее время в этой сфере проводятся только экспериментальные исследования.
Представляет интерес и использование энергии волн для движения судов (движители волновые). Удельная мощность волнения превышает удельную мощность ветра, т. е. размеры волнового привода могут быть существенно меньше, чем парусное оснащение. Качка судна, как правило, превышает по своей мощности мощность необходимой силовой установки. Волнение на море бывает даже в штиль. Волнение — это колебательный процесс. В отличие от ветра, который может дуть и против движения судна, волнение можно использовать при любом направлении движения фронта волн относительно судна. При шторме волновой привод может обеспечить судну достаточно энергии для борьбы со стихией.

## Потенциал использования энергии волн
Энергия морских волн значительно выше энергии приливов. Приливное рассеяние (трение, вызванное Луной) составляет порядка 2,5 ТВт. Энергия волн значительно выше и может быть использована значительно шире, чем приливная. Страны с большой протяжённостью побережья и постоянными сильными ветрами, такие как Великобритания и Ирландия, могут генерировать до 5 % требуемой электроэнергии за счёт энергии волн. В частности в Великобритании построен волновой генератор Oyster. 
Избыток генерируемой энергии (общая проблема всех непостоянных источников энергии) может быть использован для выработки водорода или алюминия.
Основная задача получения электроэнергии из морских волн — преобразование движения вверх-вниз во вращательное для передачи непосредственно на вал электрогенератора с минимальным количеством промежуточных преобразований, при этом желательно, чтобы большая часть оборудования находилась на суше для простоты обслуживания. 